# C言語の標準入出力
本記事C言語の標準入出力（シーげんごのひょうじゅんにゅうしゅつりょく）では、C言語で提供される、ファイル入出力用の、標準Cライブラリヘッダ <stdio.h> の大部分を構成する標準Cライブラリ関数について述べる。これらの機能は、1970年代初頭にベル研究所のマイク・レスクによって書かれた、「ポータブルI/Oパッケージ」に由来し、正式にVersion 7 UnixでUnixオペレーティングシステムの一部になった。
C言語の標準入出力機能は、現代使われるプログラミング言語の中ではかなり貧弱であり、すべてのファイル操作をバイトストリーム (「入力ストリーム」あるいは「出力ストリーム」) の操作に抽象化する。C言語以前のプログラミング言語とは異なり、C言語はランダムアクセスを直接サポートしていない。ファイルの途中から読み取るには、プログラマは、ストリームを作成し、ファイルの途中へシークし、ストリームからバイトを順番に読み取らなければならない。
ファイル入出力のストリームモデルは、C言語とほぼ同時に開発されたUnixによって普及した。最近のオペレーティングシステムの大部分はUnixのストリームモデルを継承している。また、C言語の影響を受けた多くの言語はC言語のファイル入出力インターフェイスを継承しており、差異はほぼ存在しない (例: PHP)。

## 概要
C言語の標準入出力機能は、ストリームと呼ばれるオブジェクトを使用して、キーボード、プリンタ、端末などの物理デバイス、またはシステムでサポートされている他の種類のファイルを操作する。ストリームは、これらのデバイスを
同じ操作で操作するための抽象化に利用される。すなわち、すべてのストリームは、関連付けられている物理デバイスの差異に関係なく、同様のプロパティを持つ。

### 関数
ほとんどのC言語入出力関数は、stdio.h (または、C++の場合 cstdio 上の std 名前空間) に定義されている。
| 機能                  | バイト 文字                         | ワイド 文字                  | 説明 |
| --------------------- | ----------------------------------- | ---------------------------- | --- |
| ファイル アクセス     | fopen                               | fopen                        | ファイルを開く (Windows上では非Unicodeファイル名、Linux上ではUTF-8ファイル名を使用可能)                                                    |
| ファイル アクセス     | freopen                             | freopen                      | 既存のストリームで別のファイルを開く |
| ファイル アクセス     | fflush                              | fflush                       | 出力ストリームを実際のファイルと同期する                                                                                                   |
| ファイル アクセス     | fclose                              | fclose                       | ファイルを閉じる |
| ファイル アクセス     | setbuf                              | setbuf                       | ファイルストリームのバッファを設定する |
| ファイル アクセス     | setvbuf                             | setvbuf                      | ファイルストリームのバッファとサイズを設定する                                                                                             |
| ファイル アクセス     | fwide                               | fwide                        | ファイルストリームの入出力単位を設定または取得する                                                                                         |
| 直接入出力            | fread                               | fread                        | ファイルから読み取る |
| 直接入出力            | fwrite                              | fwrite                       | ファイルに書き込む |
| 非フォーマット 入出力 | fgetc getc                          | fgetwc getwc                 | ファイルストリームからバイトまたはワイド文字を読み取る                                                                                     |
| 非フォーマット 入出力 | fgets                               | fgetws                       | ファイルストリームからバイトまたはワイド文字列を1行読み取る                                                                                |
| 非フォーマット 入出力 | fputc putc                          | fputwc putwc                 | ファイルストリームにバイトまたはワイド文字を書き込む                                                                                       |
| 非フォーマット 入出力 | fputs                               | fputws                       | ファイルストリームにバイトまたはワイド文字列を書き込む                                                                                     |
| 非フォーマット 入出力 | getchar                             | getwchar                     | 標準入力ストリームからバイトまたはワイド文字を読み取る                                                                                     |
| 非フォーマット 入出力 | gets                                | N/A                          | 改行またはファイルの終端に達するまで、標準入力ストリームからバイト文字列を読み取る (C99で非推奨、C11で削除)                                |
| 非フォーマット 入出力 | putchar                             | putwchar                     | 標準出力ストリームにバイトまたはワイド文字を書き込む                                                                                       |
| 非フォーマット 入出力 | puts                                | N/A                          | 標準出力ストリームにバイト文字列を書き込む                                                                                                 |
| 非フォーマット 入出力 | ungetc                              | ungetwc                      | バイトまたはワイド文字をファイルストリームに戻す                                                                                           |
| フォーマット 入出力   | scanf fscanf sscanf                 | wscanf fwscanf swscanf       | 標準入力ストリーム、ファイルストリーム、またはバッファからフォーマットされたバイトまたはワイド文字列を読み取る                             |
| フォーマット 入出力   | vscanf vfscanf vsscanf              | vwscanf vfwscanf vswscanf    | 可変長引数リストを使用して、標準入力ストリーム、ファイルストリーム、またはバッファからフォーマットされたバイトまたはワイド文字列を読み取る |
| フォーマット 入出力   | printf fprintf sprintf snprintf     | wprintf fwprintf swprintf    | 標準出力ストリーム、ファイルストリーム、またはバッファにフォーマットされたバイトまたはワイド文字列を出力する                               |
| フォーマット 入出力   | vprintf vfprintf vsprintf vsnprintf | vwprintf vfwprintf vswprintf | 可変長引数リストを使用して、標準出力ストリーム、ファイルストリーム、またはバッファにフォーマットされたバイトまたはワイド文字列を出力する   |
| フォーマット 入出力   | perror                              | N/A                          | 現在のエラーの説明を標準エラーストリームに書き込む                                                                                         |
| ファイル 位置操作     | ftell ftello                        | ftell ftello                 | 現在のファイル位置指示子を取得する |
| ファイル 位置操作     | fseek fseeko                        | fseek fseeko                 | ファイル内の任意の位置にファイル位置指示子を移動する                                                                                       |
| ファイル 位置操作     | fgetpos                             | fgetpos                      | 現在のファイル位置指示子を取得する |
| ファイル 位置操作     | fsetpos                             | fsetpos                      | ファイル内の任意の位置にファイル位置指示子を移動する                                                                                       |
| ファイル 位置操作     | rewind                              | rewind                       | ファイル位置指示子をファイルの先頭に移動する                                                                                               |
| エラー ハンドリング   | clearerr                            | clearerr                     | エラーをクリアする |
| エラー ハンドリング   | feof                                | feof                         | ファイルの終端かチェックする |
| エラー ハンドリング   | ferror                              | ferror                       | ファイルのエラーをチェックする |
| ファイル 操作         | remove                              | remove                       | ファイルを削除する |
| ファイル 操作         | rename                              | rename                       | ファイルの名前を変更する |
| ファイル 操作         | tmpfile                             | tmpfile                      | 一時ファイルのストリームを作成する |
| ファイル 操作         | tmpnam                              | tmpnam                       | 一時ファイルの名前を作成する |

### 定数
stdio.h で定義されている定数は次の通りである。
| 定数名       | 説明 |
| ------------ | --- |
| EOF          | ファイルの終端を表現する、int 型の負の整数                                                                                   |
| BUFSIZ       | setbuf 関数に渡すバッファの大きさを表す定数                                                                                  |
| FILENAME_MAX | 処理系が許すファイル名の char 型配列としての最大長                                                                           |
| FOPEN_MAX    | 同時に開くことのできるファイル数、最低で8                                                                                    |
| _IOFBF       | setvbuf 関数にフルバッファリングを行うことを要求する際使用する整数                                                           |
| _IOLBF       | setvbuf 関数に行バッファリングを行うことを要求する際使用する整数                                                             |
| _IONBF       | setvbuf 関数にバッファリングを行なわないことを要求する際使用する整数                                                         |
| L_tmpnam     | tmpnam 関数が生成するファイル名を保持するために必要なchar 型配列の大きさを表す。                                             |
| NULL         | NULLポインター定数に展開されるマクロ。メモリ内の有効なオブジェクトのアドレスではないことが保証されているポインタ値を表す定数 |
| SEEK_CUR     | fseek 関数にファイルの現在位置を基準に位置変更を行うことを要求する際使用する整数                                             |
| SEEK_END     | fseek 関数にファイルの終端位置を基準に位置変更を行うことを要求する際使用する整数                                             |
| SEEK_SET     | fseek 関数にファイルの先頭位置を基準に位置変更を行うことを要求する際使用する整数                                             |
| TMP_MAX      | tmpnam 関数で生成可能な一意のファイル名の最大数、最低で25                                                                    |

### 変数
stdio.h で定義されている変数は次の通りである。
| 名前   | 説明                                                                     |
| ------ | ------------------------------------------------------------------------ |
| stdin  | 標準入力ストリーム (通常はキーボード) を参照する FILE 型へのポインタ     |
| stdout | 標準出力ストリーム (通常は表示する端末) を参照する FILE 型へのポインタ   |
| stderr | 標準エラーストリーム (通常は表示する端末) を参照する FILE 型へのポインタ |

### データ型
stdio.h で定義されているデータ型は次の通りである。
- FILE – ファイルハンドルとしても知られている。入出力操作を実行するために必要な以下のようなファイルまたはテキストストリームに関する情報を保持しているプログラマから隠蔽された型である。
  - ファイル記述子など、関連する入出力デバイスのプラットフォーム固有の識別子
  - バッファ
  - ストリームの方向の状態
  - バッファ状態
  - 入出力状態
  - モード (バイナリもしくはテキスト)
  - EOF状態
  - エラー状態
  - 現在位置とマルチバイト変換状態
  - 再入可能ロック (C11では必須)
- fpos_t – ファイル内の位置を表す型
- size_t – sizeof 演算子の結果の型であり、符号なし整数型

### 拡張機能
POSIX標準では、stdio に拡張を定義している。それによって、readline 関数を使用してメモリを自動で割り当てること、fileno 関数と fdopen 関数を使用して、FILE 型とファイル記述子を接続すること、メモリ上を参照するFILE型の参照を作成することが可能になる。

## 例
以下のCプログラムでは、 hogefile というバイナリファイルを開き、5バイト読み取り、ファイルを閉じている。
```
#include
 
<stdio.h>

#include
 
<stdlib.h>

int
 
main
(
void
)
 
{

    
char
 
buffer
[
5
];

    
FILE
*
 
fp
 
=
 
fopen
(
"hogefile"
,
 
"rb"
);

    
if
 
(
fp
 
==
 
NULL
)
 
{

        
perror
(
"
\"
hogefile
\"
を開けませんでした。"
);

        
return
 
EXIT_FAILURE
;

    
}

    
for
 
(
int
 
i
 
=
 
0
;
 
i
 
<
 
5
;
 
i
++
)
 
{

        
int
 
rc
 
=
 
getc
(
fp
);

        
if
 
(
rc
 
==
 
EOF
)
 
{

            
fputs
(
"ファイルの読み取り中にエラーが発生しました。
\n
"
,
 
stderr
);

            
return
 
EXIT_FAILURE
;

        
}

        

        
buffer
[
i
]
 
=
 
rc
;

    
}

    
fclose
(
fp
);

    
printf
(
"読み取ったバイト列: %x %x %x %x %x
\n
"
,
 
buffer
[
0
],
 
buffer
[
1
],

        
buffer
[
2
],
 
buffer
[
3
],
 
buffer
[
4
]);

    
return
 
EXIT_SUCCESS
;

}

```

## stdioの代替
stdio の代替がいくつか開発されている。これらの中には、ISO C++標準の一部である iostream ライブラリがある。
他には、ベル研究所が開発しているSfio (Safe-fast / string-file I/O) ライブラリがある。1991年に開発されたこのライブラリは、stdio の設計における矛盾、危険な慣行、非効率性を回避することを目的にしている。特徴として、コールバック関数を導入してストリームに対して読み書きを行い、より柔軟にデータ処理を行うことを可能とすることが挙げられる。1997年に外部に公開された。